# Allgemeine Deutsche Biographie
Allgemeine Deutsche Biographie (ADB) je jedna od najvažnijih i najiscrpnijih biografskih referenci radova na njemačkom jeziku.

## Povijest
Objavila ju je povijesna komisija Bavarske akademije znanosti i umjetnosti, između 1875. i 1912. u 56 svezaka, tiskanih u Leipzigu kod izdavačke kuće, Duncker & Humblot. ADB sadržava biografije oko 26.500 ljudi koji su umrli prije 1900. i živjeli u zemljama njemačkog govornog područja, uključujući osobe iz Nizozemske do 1648. 
Projekt koji se nadovezuje na ADB, Neue Deutsche Biographie, iniciran je 1953. i očekuje se da će biti spreman 2017.

## Vanjske poveznice
- (njem.) Deutsche Biographie / E-ADB - potpuni članci, abecedarij i daljnje informacije.
- (njem.) Allgemeine Deutsche Biographie - članci na njemačkom Wikizvoru.